# Långtjärnen (Anundsjö socken, Ångermanland, 707453-158779)
Långtjärnen är en sjö i Örnsköldsviks kommun i Ångermanland och ingår i Moälvens huvudavrinningsområde. Sjön har en area på 0,0691 kvadratkilometer och ligger 453,8 meter över havet. Sjön avvattnas av vattendraget Nipbäcken.

## Delavrinningsområde
Långtjärnen ingår i det delavrinningsområde (707352-158866) som SMHI kallar för Mynnar i Solbergsån. Medelhöjden är 369 meter över havet och ytan är 8,35 kvadratkilometer. Det finns inga avrinningsområden uppströms utan avrinningsområdet är högsta punkten. Nipbäcken som avvattnar avrinningsområdet har biflödesordning 3, vilket innebär att vattnet flödar genom totalt 3 vattendrag innan det når havet efter 103 kilometer. Avrinningsområdet består mestadels av skog (69 procent) och sankmarker (24 procent). Avrinningsområdet har 0,07 kvadratkilometer vattenytor vilket ger det en sjöprocent på 0,8 procent.